# Pinus praetermissa
Pinus praetermissa Styles & McVaugh – gatunek drzewa z rodziny sosnowatych (Pinaceae). Sosna ta występuje w Meksyku (Jalisco, Nayarit, Sinaloa).

## Systematyka
Pozycja gatunku w obrębie rodzaju Pinus:
- podrodzaj Pinus
  - sekcja Trifoliae
    - podsekcja Australes
      - gatunek P. praetermissa

## Zagrożenia
Międzynarodowa organizacja IUCN przyznała temu gatunkowi kategorię zagrożenia LC (least concern), czyli jest gatunkiem o niskim ryzyku wyginięcia.